# Langensalzwedel
Langensalzwedel ist eine Ortschaft und ein Ortsteil der Stadt Tangermünde im Landkreis Stendal in Sachsen-Anhalt.

## Geographie
Langensalzwedel, ein nach Osten erweitertes Straßendorf mit Kirche, liegt am Südostrand der Altmark, zwischen den Städten Stendal und Tangermünde. Das linke Elbufer ist etwa 4 Kilometer entfernt.
Nachbarorte sind Charlottenhof im Nordwesten, Staffelde im Nordosten, Hämerten im Osten, Tangermünde im Südosten und Miltern im Süden.

## Geschichte

### Mittelalter bis 20. Jahrhundert
Das Dorf wurde im Jahre 1318 als villa Langensoltwedele erwähnt, als Markgraf Waldemar die Schenkung seines Ritters Gerhard von Kerkow an die Stendaler Nikolaikirche bestätigte. 1344 hieß der Ort Soltwedel minori. Im Landbuch der Mark Brandenburg von 1375 wird das Dorf als Longa Soltwedel und Longensoltwedel aufgeführt. Es umfasste 17 Hufen, davon eine Pfarrhufe, 1½ Hufen waren wüst. 1428 belehnte Markgraf Johann die Familie von Schwarzkopf mit Höfen in langenn salcwedel. Weitere Nennungen sind 1540 langen soltwedel und longa soltwedl, 1687 Langen Saltzwedell und 1804 Dorf, Gut und Freihof Langen Salzwedel mit Windmühle und Krug.
Im Mittelalter hatten der Dom und die St. Marienkirche in Stendal Einkünfte in Langensalzwedel.
Es gab früher zwei Rittergüter im Ort. Eines stand in der heutigen Salzstraße 3 und gehörte bis 1599 der Familie von Buchholz und anschließend der Familie von Köckte. Das andere Gut in der heutigen Salzstraße 6 gehörte seit etwa 1472 der Familie von Köckte, die auch das Patronatsrecht über die Kirche hatte. Nach dem Aussterben dieser Familie im Jahre 1614 fiel ihr Besitz an den Kurfürsten zurück. Der Hofjägermeister Hans Jakob von Rohtt wurde 1620 mit den beiden Gütern der Familie Köckte belehnt. Dieses von Rohttsche Rittergut wurde 1817 dismembriert und befand sich danach im Besitz von 18 Ackerleuten und Kossathen.
Früher stand an der Kirchenmauer ein Denkmal für die Gefallenen des Ersten und Zweiten Weltkrieges. Es zeigte im oberen Teil das Relief eines verwundeten Soldaten und war von einem eisernen Kreuz gekrönt. Nach 1945 es wurde abgerissen. Heute ist nur noch der Sockel zu erkennen.

### Herkunft des Ortsnamens
Heinrich Sültmann meint der Name 1318 langensoltwedele, 1375 longa soltwedel, 1540 langen soltwedel, geht vermutlich auf die Stadt Salzwedel zurück, wo die alte Salzstraße von
Lüneburg nach Magdeburg den Jeetzefluß durchzog. Andere Autoren meinen der Name könnte auch ein Bestimmungswort der Bodenbeschaffenheit enthalten, „wedel“ bedeutet dann „Quelle“, also Salzquelle. Jürgen Udolph erläuterte, dass in den -wedel-Namen, ein germanisches Wort für „Furt“ enthalten ist.

### Eingemeindungen
Ursprünglich gehörte das Dorf Langensalzwedel zum Tangermündeschen Kreis der Mark Brandenburg in der Altmark. Zwischen 1807 und 1813 lag es im Kanton Tangermünde auf dem Territorium des napoleonischen Königreichs Westphalen. Nach weiteren Änderungen gehörte die Gemeinde ab 1816 zum Kreis Stendal, dem späteren Landkreis Stendal. Ab 25. Juli 1952 gehörte Langensalzwedel zum Kreis Stendal. Schließlich kam die Gemeinde am 1. Juli 1994 zum Landkreis Stendal.
Bis zum 31. Dezember 2009 war Langensalzwedel eine selbständige Gemeinde und gehörte der jetzt aufgelösten Verwaltungsgemeinschaft Tangermünde an.
Durch einen Gebietsänderungsvertrag beschloss der Gemeinderat der Gemeinde Langensalzwedel am 9. Juni 2009, dass die Gemeinde Langensalzwedel in die Stadt Tangermünde eingemeindet wird. Dieser Vertrag wurde vom Landkreis als unterer Kommunalaufsichtsbehörde genehmigt und trat am 1. Januar 2010 in Kraft.
Nach Eingemeindung der bisher selbstständigen Gemeinde Langensalzwedel wurde Langensalzwedel Ortsteil der Stadt Tangermünde. Für die eingemeindete Gemeinde wurde die Ortschaftsverfassung nach den §§ 86 ff. der Gemeindeordnung Sachsen-Anhalt eingeführt. Die eingemeindete Gemeinde Langensalzwedel und künftige Ortsteil Langensalzwedel wurden zur Ortschaft der aufnehmenden Stadt Tangermünde. In der eingemeindeten Gemeinde und nunmehrigen Ortschaft Langensalzwedel wurde ein Ortschaftsrat mit anfangs neun Mitgliedern einschließlich Ortsbürgermeister gebildet.

### Einwohnerentwicklung
| Jahr | Einwohner |
| ---- | --------- |
| 1734 | 110       |
| 1772 | 071       |
| 1790 | 151       |
| 1798 | 158       |
| 1801 | 147       |
| 1818 | 138       |

| Jahr | Einwohner |
| ---- | --------- |
| 1840 | 194       |
| 1864 | 193       |
| 1871 | 219       |
| 1885 | 229       |
| 1892 | [00]224   |
| 1895 | 226       |

| Jahr | Einwohner |
| ---- | --------- |
| 1900 | [00]215   |
| 1905 | 200       |
| 1910 | [00]215   |
| 1925 | 196       |
| 1939 | 158       |
| 1946 | 306       |

| Jahr | Einwohner |
| ---- | --------- |
| 1964 | 191       |
| 1871 | 177       |
| 1981 | 184       |
| 1993 | 184       |
| 2000 | [00]188   |
| 2006 | 186       |

| Jahr | Einwohner |
| ---- | --------- |
| 2010 | 179       |
| 2014 | 178       |
| 2015 | 179       |
| 2019 | 171       |
| 2020 | 176       |
| 2021 | 181       |

| Jahr | Einwohner |
| ---- | --------- |
| 2022 | [0]175    |
| 2023 | [0]169    |

Quelle, wenn nicht angegeben, bis 2006:

## Religion

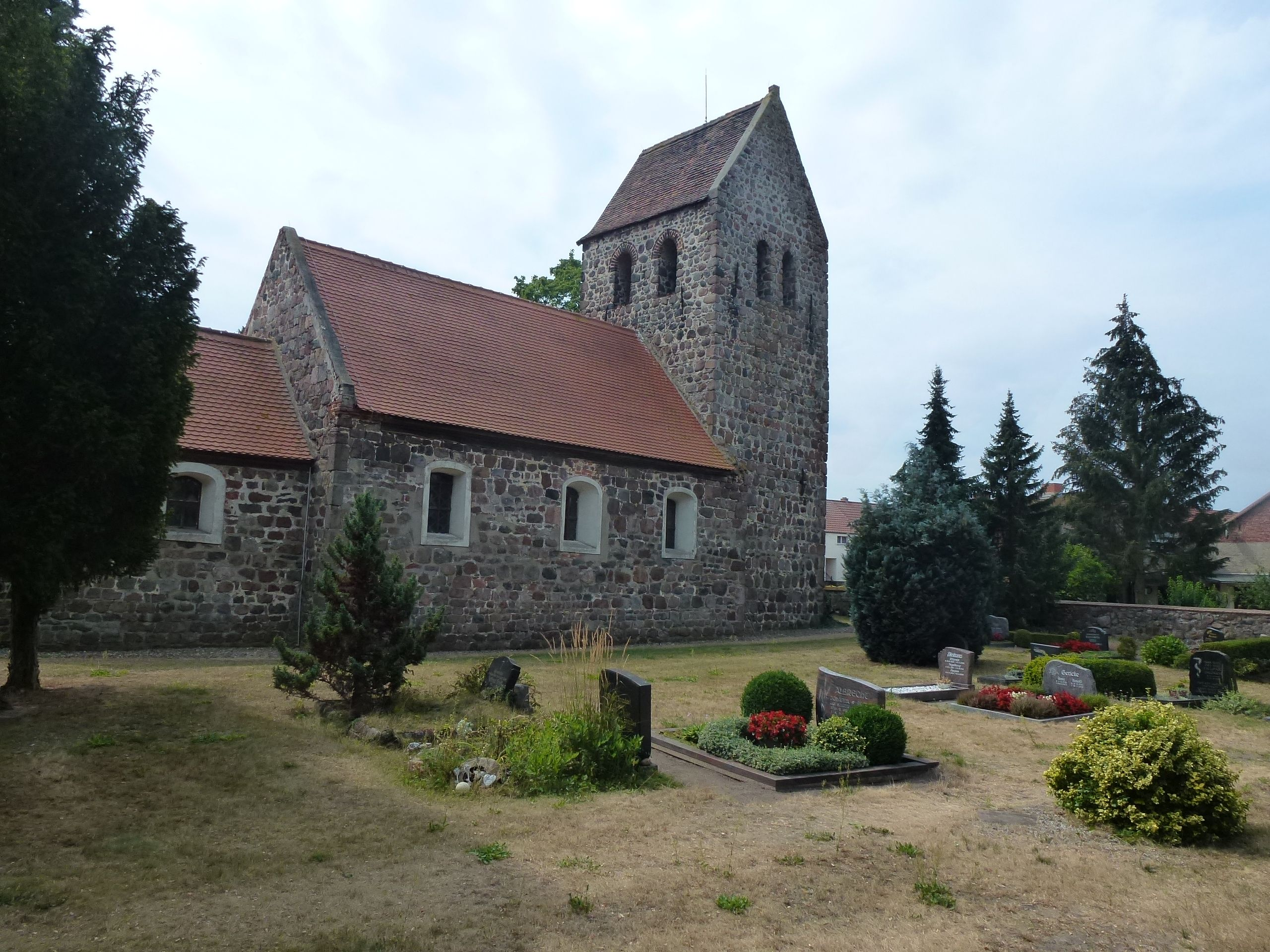
Kirche von Norden

- Die evangelische Kirchengemeinde Langensalzwedel, die früher zur Pfarrei Hämerten gehörte,[23] wird heute betreut vom Pfarrbereich Tangermünde im Kirchenkreis Stendal im Bischofssprengel Magdeburg der Evangelischen Kirche in Mitteldeutschland.[24] Die ältesten überlieferten Kirchenbücher für Langensalzwedel stammen aus dem Jahre 1695.[25]
- Die katholischen Christen gehören zur Pfarrei St. Elisabeth in Tangermünde im Dekanat Stendal im Bistum Magdeburg.[26]

## Politik

### Bürgermeister
Seit der Wahl im Jahre 2019 ist Gordon Albrecht Ortsbürgermeister der Ortschaft.
Der letzte Bürgermeister der Gemeinde Langensalzwedel war Jens Malzahn. Bis 2019 war Hans Schulze Ortsbürgermeister.

### Ortschaftsrat
Bei der Ortschaftsratswahl am 9. Juni 2024 stellte sich die „Wählergemeinschaft Langensalzwedel“ zur Wahl. Sie erreichte alle 8 möglichen Sitze. Gewählt wurden 4 Ortschaftsrätinnen und 4 Räte.
Von 141 Wahlberechtigten hatten 115 ihre Stimme abgegeben, die Wahlbeteiligung betrug damit 81,56 Prozent.

## Kultur und Sehenswürdigkeiten

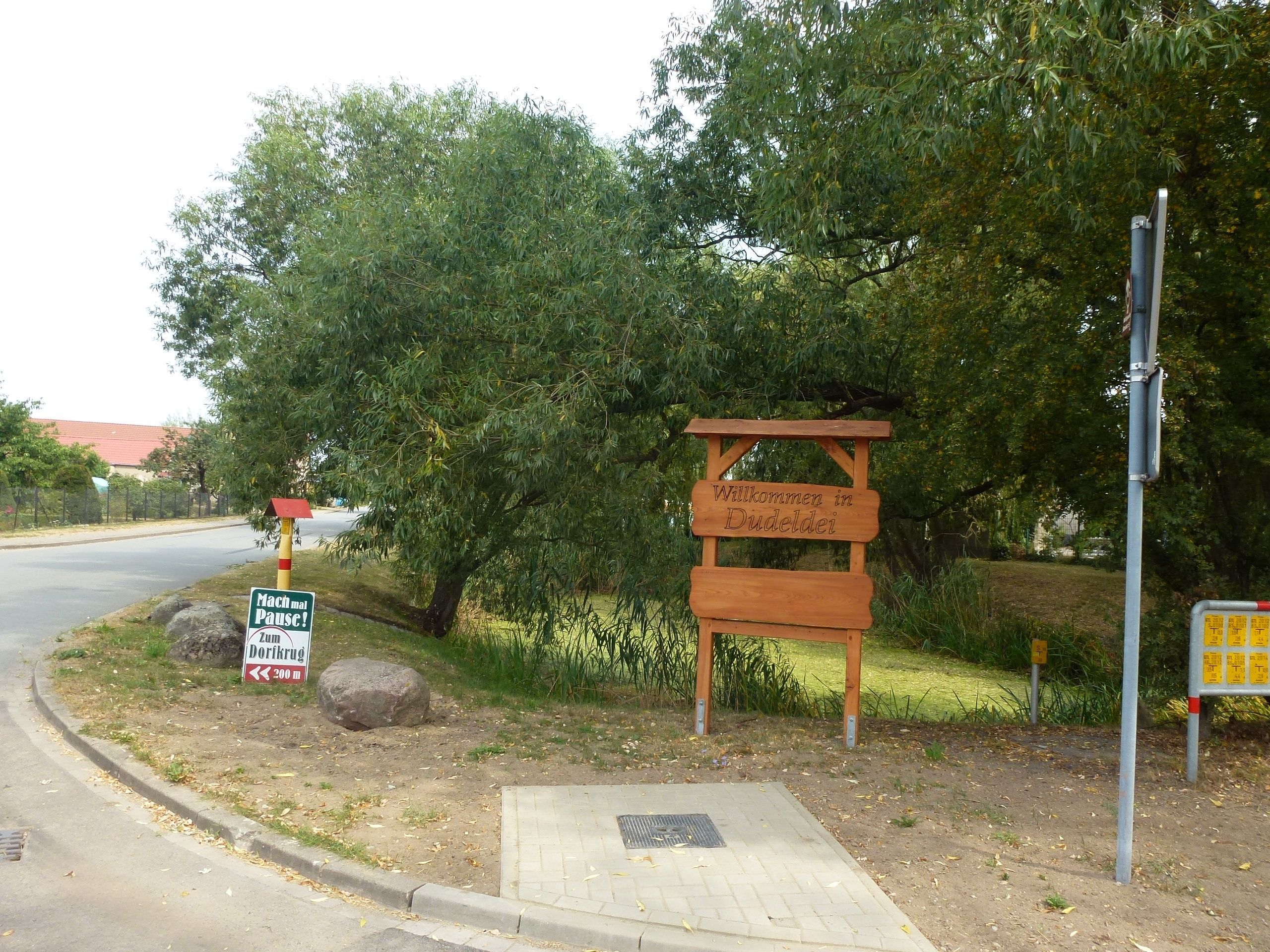
Östlicher Ortseingang mit Dorfteich

- Die evangelische Dorfkirche Langensalzwedel ist ein vierteiliger Feldsteinbau aus dem 12. Jahrhundert.[29]
- Die Kirche steht inmitten des Ortsfriedhofs.
- Neben dem Dorfteich wurde im Sommer 2020 Schild aufgestellt, das Besucher in „Dudeldei“ begrüßt. Das ist der in der Gegend auch übliche Name für das Dorf. Manche nennen es auch liebevoll „Langendudeldei“.
- Die Kiesgrube nördlich von Langensalzwedel ist mit einem Schilfgürtel umgebener Baggersee. Der Kiesabbau ist teilweise noch in Betrieb.[30]

## Wirtschaft und Infrastruktur

### Verkehr
Das Dorf Langensalzwedel liegt im Einzugsbereich der Städte Stendal und Tangermünde. An der Gemeinde führt die Bundesstraße 188 vorbei, die hier zweispurig ausgebaut ist. Im benachbarten Stendal bestehen überregionale Bahnanschlüsse (nach Wolfsburg, Berlin sowie nach Magdeburg, Schwerin).
Es verkehren Linienbusse und Rufbusse von stendalbus.

## Persönlichkeiten
- Hans-Georg Schlegel (* 1922 in Langensalzwedel; † 2012 in Berlin), bekannt als „Briefmarkenpapst“, bedeutender Briefmarkenhändler und -prüfer[32]